# Liste der Kulturdenkmäler in Heusenstamm
Die folgende Liste enthält die in der Denkmaltopographie ausgewiesenen Kulturdenkmäler auf dem Gebiet  der  Stadt Heusenstamm, Landkreis Offenbach, Hessen.
Hinweis: Die Reihenfolge der Denkmäler in dieser Liste orientiert sich zunächst an Stadtteilen und anschließend der Anschrift, alternativ ist sie auch nach der Bezeichnung, der vom Landesamt für Denkmalpflege vergebenen Nummer oder der Bauzeit sortierbar.
Kulturdenkmäler werden fortlaufend im Denkmalverzeichnis des Landes Hessen durch das Landesamt für Denkmalpflege Hessen auf Basis des Hessischen Denkmalschutzgesetzes (HDSchG) geführt. Die Schutzwürdigkeit eines Kulturdenkmals hängt nicht von der Eintragung in das Denkmalverzeichnis des Landes Hessen oder der Veröffentlichung in der Denkmaltopographie ab.

Das Vorhandensein oder Fehlen eines Objekts in dieser Liste ist keine rechtsverbindliche Auskunft darüber, ob es Kulturdenkmal ist oder nicht: Diese Liste entspricht möglicherweise nicht dem aktuellen Stand der offiziellen Denkmaltopographie. Diese ist für Hessen in den entsprechenden Bänden der Denkmaltopographie Bundesrepublik Deutschland und im Internet unter DenkXweb – Kulturdenkmäler in Hessen einsehbar. Auch diese Quellen sind, obwohl sie durch das Landesamt für Denkmalpflege Hessen aktualisiert werden, nicht immer aktuell, da es im Denkmalbestand immer wieder Änderungen gibt.
Eine verbindliche Auskunft erteilt allein das Landesamt für Denkmalpflege Hessen.
Nutze diese Kartenansicht, um Koordinaten in der Liste zu setzen. In dieser Kartenansicht sind Kulturdenkmale ohne Koordinaten mit einem roten bzw. orangen Marker dargestellt und können in der Karte gesetzt werden. Kulturdenkmale ohne Bild sind mit einem blauen bzw. roten Marker gekennzeichnet, Kulturdenkmale mit Bild mit einem grünen bzw. orangen Marker.

## Kulturdenkmäler nach Ortsteilen

### Heusenstamm
| Bild                                              | Bezeichnung                                     | Lage | Beschreibung | Bauzeit                                                                | Objekt-Nr. |
| ------------------------------------------------- | ----------------------------------------------- | --- | --- | ---------------------------------------------------------------------- | ---------- |
| Heusenstamm Gesamtanlage Kirchstraße-Schloßstraße | Gesamtanlage Schloßstraße/Kirchstraße/Neuer Weg | Heusenstamm, Schloßstraße/Kirchstraße/Neuer Weg Lage | Die Gesamtanlage Schloßstraße/Kirchstraße/Neuer Weg umfasst fast die gesamte Heusenstammer Altstadt. Dazu zählen fast alle Gebäude der Kirchstraße, der Schloßstraße und der Borngasse sowie einige Gebäude südlich des Neuen Wegs. |                                                                        | 41988 DDB  |
| Kreuz am Niederröder Weg in Heusenstamm           | Feldkreuz                                       | Heusenstamm, Am Niederröder Weg LageFlur: 25, Flurstück: 141 | Feldkreuz aus Sandstein mit kleinem, grob gearbeiteten Korpus, auf Sockel mit Inschrift HGP 1722 stehend. | 1722                                                                   | 42010 DDB  |
| Heusenstamm Sühnekreuz                            | Stein- oder Sühnekreuz                          | Heusenstamm, Am Patershäuser Weg LageFlur: 30, Flurstück: 11 | Stein-/Sühnekreuz aus Rotliegendem mit kurzen abgerundeten Kreuzarmen und breitem Fuß am Ufer der Bieber. | Eingrenzung auf 13. bis 16. Jahrhundert                                | 42012 DDB  |
| weitere Bilder                                    | Bahnhof                                         | Heusenstamm, Bahnhofstraße 1 LageFlur: 1, Flurstück: 543/25 | Zweigeschossiges Empfangsgebäude mit zweifarbiger Ziegelmauerwerkfassade. | Eröffnung am 1. Dezember 1898                                          | 41989 DDB  |
| Tagelöhnerhaus                                    | Tagelöhnerhaus                                  | Heusenstamm, Borngasse 14 LageFlur: 1, Flurstück: 172/1 | Eingeschossiges giebelständiges Haus mit Krüppelwalmdach und regelmäßigem konstruktivem Fachwerkgefüge. | Um 1800                                                                | 729767 DDB |
| weitere Bilder                                    | Ev. Gustav-Adolf-Kirche                         | Heusenstamm, Erzbergerstraße LageFlur: 6, Flurstück: 341/16 | Natursteinsichtiges Kirchengebäude auf langgestrecktem, achteckigem Grundriss mit zwei niedrigeren Anbauten auf quadratischem Grundriss im Osten und Westen. Kirchenschiff von steilem, schiefergedecktem Dach mit markantem zweibelturmähnlichem Dachreiter überfangen. | 1922/23                                                                | 823255 DDB |
| weitere Bilder                                    | Jüdischer Friedhof                              | Heusenstamm, Forst LageFlur: 10, Flurstück: 3 | Jüdischer Friedhof von Heusenstamm im Schönborn´schen Wald mit mehreren alten Grabsteinen und Friedhofsmauer. | Im 17. Jahrhundert angelegt; Grabsteine aus dem 19./20. Jahrhundert    | 42008 DDB  |
| Kreuz an der Frankfurter Straße                   | Ehemaliges Feldkreuz                            | Heusenstamm, Frankfurter Straße LageFlur: 7, Flurstück: 991/5 | Sandsteinkreuz mit Gusseisenkorpus, auf einem Sandsteinsockel stehend. | 18. Jahrhundert                                                        | 41991 DDB  |
| Kriegerdenkmal 1866                               | Kriegerdenkmal 1866                             | Heusenstamm, Frankfurter Straße (Friedhofsweg) LageFlur: 14, Flurstück: 260/1 | Mehrstufiger, sich nach oben verjüngender, vierseitiger Pfeiler mit mehreren Inschriften auf niedrigem, quadratischem Sockel. Von einem einen Schild haltenden Löwen bekrönt. | 1866                                                                   | 827539 DDB |
| weitere Bilder                                    | Friedhofskapelle zum heiligen Kreuz             | Heusenstamm, Frankfurter Straße (Friedhofsweg) LageFlur: 14, Flurstück: 260/2 | Die Kapelle zum heiligen Kreuz im hessischen Heusenstamm wurde 1708 als Feldkapelle zum Gedenken an den 1705 verstorbenen Reichsgrafen Johann Erwein von Schönborn errichtet. Heute steht sie als Friedhofskapelle an der südlichen Grenze des Heusenstammer Friedhofs. Die Kapelle ist mit künstlerisch wertvollen Stuckarbeiten ausgestattet. | Um 1705                                                                | 41993 DDB  |
| Heusenstamm Friedhofskreuz                        | Friedhofskreuz                                  | Heusenstamm, Frankfurter Straße (Friedhofsweg) LageFlur: 14, Flurstück: 260/1 | Friedhofskreuz aus Sandstein, auf Postament mit Inschrift stehend. | 1817, 1925 renoviert                                                   | 41992 DDB  |
| Heusenstamm Adalbert-Stifter-Schule               | Adalbert-Stifter-Schule                         | Heusenstamm, Frankfurter Straße 37 LageFlur: 1, Flurstück: 534/133 | Zweigeschossiger kubischer Ziegelbau mit flachem Walmdach, großen Fensteröffnungen und zweifarbigem Backsteinmauerwerk. | 1880                                                                   | 41990 DDB  |
| weitere Bilder                                    | Ruine der alten Burg                            | Heusenstamm, Im Herrngarten 1 LageFlur: 11, Flurstück: 69 | Der Bannturm enthält in seinen Mauern zum Teil Buckelquadern aus rotem Sandstein, die vermutlich noch aus der ältesten Zeit der Burggeschichte stammen sowie aus Hau- und Backsteinen verschiedener Epochen. Der mit starken Gewölben unterkellerte Turm, der an der südöstlichen Ecke durch eine Wendeltreppe zu besteigen war, war in mehrere Geschosse unterteilt und trug früher ein Giebeldach. Zudem diente der Turm zeitweise als Gefängnis.                      | 2. Hälfte des 12. Jahrhunderts                                         | 41995 DDB  |
| weitere Bilder                                    | Schloss Schönborn                               | Heusenstamm, Im Herrngarten 1, Hinterm Bieber, Im Herrngarten, Neuer Weg LageFlur: 1, 2, 10, 11, Flurstück: 543/18/22/27/29, 20/1, 21/1, 22/2, 12/21, 13/2, 39/2, 40/1-6, 42/1, 43/3-5, 44/1, 69 | Das Heusenstammer Schloss oder auch Schloss Schönborn steht im hessischen Heusenstamm. Das heutige Schloss ist gegliedert in ein hinteres und ein vorderes Schloss. Es steht direkt am linken Ufer der Bieber. | 1663–1668, Seitenflügel in der 2. Hälfte des 19. Jahrhunderts angefügt | 41994 DDB  |
| weitere Bilder                                    | Ehemalige Schlossmühle                          | Heusenstamm, Im Herrngarten 2/4 LageFlur: 11, Flurstück: 67, 68 | Geschlossene Baugruppe, bestehend aus zweigeschossigem Wohnhaus, Scheune, Stallungen sowie Tor mit Rundbogendurchfahrt und Anbauten. | 18. Jahrhundert                                                        | 41996 DDB  |
| weitere Bilder                                    | Wohnhaus Bellmanns Umkehr                       | Heusenstamm, Kirchstraße 2/4 LageFlur: 1, Flurstück: 78 | Fachwerkwohnhaus mit abgewalmtem Dach. Fachwerk teilweise unvollständig und verändert, Dachgauben nachträglich ergänzt. | 18. Jahrhundert                                                        | 41997 DDB  |
| weitere Bilder                                    | Wohnhaus                                        | Heusenstamm, Kirchstraße 43 LageFlur: 1, Flurstück: 4/2 | Giebelständiges Fachwerkwohnhaus mit Fachwerk-Zierformen im Obergeschoss. | Um 1700                                                                | 41998 DDB  |
| weitere Bilder                                    | Wohnhaus                                        | Heusenstamm, Kirchstraße 45 LageFlur: 1, Flurstück: 3/4 | Traufständiges, schlichtes barockes Wohnhaus mit Krüppelwalmdach. Fachwerkfassade vollständig verputzt. | 2. Hälfte des 18. Jahrhunderts                                         | 41999 DDB  |
| weitere Bilder                                    | Adolf-Reichwein-Schule                          | Heusenstamm, Leibnizstraße 61 LageFlur: 3, Flurstück: 516 | Von Ernst May geplanter und realisierter Schulkomplex, dessen Gebäude, Schulhof und Freiflächen Ende 2018 aus geschichtlichen, künstlerischen und städtebaulichen Gründen als Kulturdenkmal ausgewiesen wurde. Einziger Schulbau Ernst Mays aus der Nachkriegszeit, der ein- und zweigeschossige Klassenraumgebäude in Pavillonweise beziehungsweise als Schustertyp miteinander kombiniert. Anlage ist weitgehend unverändert und in seltener Vollständigkeit erhalten. | 1964–1965                                                              | 934748 DDB |
| weitere Bilder                                    | Katholische Kirche Mariae Himmelskron           | Heusenstamm, Marienstraße 20 LageFlur: 6, Flurstück: 20/6 | Kirchengebäude mit monumentaler natursteinverkleideter Schildsteinfassade und sprossenförmig verglaster Rundbogenöffnung. Dahinter das sattelbedachte verputzte Kirchenschiff auf längsrechteckigem Grundriss mit halbkreisförmigem Chorraum und tambourähnlicher Lichtkuppel. | 1955–1956                                                              | 784132 DDB |
| Ortsmauer                                         | Ortsmauer                                       | Heusenstamm, Neuer Weg, Wiesenbornweg LageFlur: 11, Flurstück: 38/1, 39/2 | Ortsmauerreste aus Bruchsteinmauerwerk in Höhe eines Geschosses oder niedriger, teilweise überbaut. |                                                                        | 42000 DDB  |
| weitere Bilder                                    | Patershäuser Hof                                | Heusenstamm, Patershausen 1, Am Patershäuser Hof, Patershausen, Patershauser Weg LageFlur: 30, Flurstück: 13/1–2, 14, 15                                                                         | Patershausen ist heute ein Hofgut und war ehemals ein Benediktiner-, später Zisterzienserinnenkloster in der Gemarkung Heusenstamm (Hessen). Es liegt zwischen Heusenstamm und Dietzenbach, am rechten Ufer der Bieber. Der Gebäudekomplex besteht aus einem barocken Herrenhaus, einer Scheune mit Mansardwalmdach sowie Stall- und Nebengebäuden. Auch das weiter südlich gelegene Landarbeiterhaus mit Stall-, Garten- und Teichanlage gehört zum Hofgut.             | 1252 als Zisterzienserkloster gegründet, 1741 als Hofgut aufgebaut     | 42011 DDB  |
| Ehemalige Feuerwache                              | Ehemalige Feuerwache                            | Heusenstamm, Rembrücker Straße 8 LageFlur: 14, Flurstück: 6/15 | 1910 im Heimatschutzstil errichtete Feuerwache, bestehend aus Wachgebäude mit zwei Rundbogenöffnungen und Wagenhalle für zwei Fahrzeuge mit verschindeltem Westgiebel. 1923 um nördlichen Anbau mit verschindeltem Zwerchhaus und Mansardwalmdach ergänzt. | 1910, 1923 erweitert                                                   | 953831 DDB |
| weitere Bilder                                    | Torbau                                          | Heusenstamm, Schloßstraße 1 LageFlur: 1, Flurstück: 1 | Der Torbau im hessischen Heusenstamm ist ein 1764 erbauter, triumphbogenartiger Bau und steht am südlichen Eingang zur Altstadt. Er wurde vom Grafen Eugen Erwein von Schönborn zum Gedenken an den siebentägigen Besuch des designierten Deutschen Kaisers, Joseph II. als Stadttor errichtet. | 1764                                                                   | 42001 DDB  |
| weitere Bilder                                    | Katholische Pfarrkirche St. Cäcilia             | Heusenstamm, Schloßstraße 2 LageFlur: 1, Flurstück: 215 | Einschiffiger Langbau auf kreuzförmigem Grundriss mit halb eingestelltem Frontturm. Von 1739 bis 1744 als Begräbniskirche für die Grafenfamilie Schönborn im Stil des Barock nach Plänen von Balthasar Neumann erbaut. | 1739–1744                                                              | 42002 DDB  |
| weitere Bilder                                    | Pfarrhof                                        | Heusenstamm, Schloßstraße 8 LageFlur: 1, Flurstück: 213 | Verputzter, traufständiger, zweigeschossiger Massivbau mit Satteldach und seitlicher Ausflucht, heute vom katholischen Pfarramt St. Cäcilia genutzt. Quer dazu ein kleiner Fachwerk-Scheunenanbau. | Um 1670                                                                | 42003 DDB  |
| Schlossstraße 10, ehemalige Schule                | Ehemalige Schule                                | Heusenstamm, Schloßstraße 10 LageFlur: 1, Flurstück: 167 | Klar gegliedertes, siebenachsiges, verputztes Gebäude mit Walmdach und Mittelrisalit, von Gräfin Maria Theresia von Schönborn gestiftet. Ursprünglich als Schulhaus genutzt, später bis 1980 als Rathaus. | 1744                                                                   | 42004 DDB  |
| weitere Bilder                                    | Wohnhaus                                        | Heusenstamm, Schloßstraße 12 LageFlur: 1, Flurstück: 159 | Giebelständiges Fachwerkwohnhaus eines Hakenhofes mit massiv erneuertem Erdgeschoss. | Um 1700                                                                | 42005 DDB  |
| weitere Bilder                                    | Wohnhaus                                        | Heusenstamm, Schloßstraße 16 LageFlur: 1, Flurstück: 158/1 | Giebelständiges Wohnhaus einer ehemaligen Hofreite mit einfachem Fachwerk. | 18. Jahrhundert                                                        | 42006 DDB  |
| weitere Bilder                                    | Ehemalige Amtskellerei                          | Heusenstamm, Schloßstraße 20 LageFlur: 1, Flurstück: 151/3 | Klassizistisches, traufständiges Fachwerkhaus mit Walmdach und massivem hohem Erdgeschoss. Repräsentative Gestaltung durch große Rundbogeneinfahrt verstärkt. | Letztes Viertel des 18. Jahrhunderts                                   | 42007 DDB  |
| Wohnhaus                                          | Wohnhaus                                        | Heusenstamm, Schloßstraße 26 LageFlur: 1, Flurstück: 131 | Giebelständiges Fachwerkwohnhaus. Fachwerk auch im Dachgeschoss gut erhalten. | 1. Hälfte des 18. Jahrhunderts                                         | 784094 DDB |
| weitere Bilder                                    | Feldkreuz                                       | Heusenstamm, Tannenrödchen (bei Richard-Wimmer-Straße) LageFlur: 31, Flurstück: 2 | Sandsteinkreuz mit kleinem gusseisernem Korpus, auf Sandstein-Postament mit Inschrift stehend. Im Laufe der Jahre mehrfach versetzt. | vermutlich 1880                                                        | 42009 DDB  |

### Rembrücken
| Bild                                  | Bezeichnung                       | Lage                                                     | Beschreibung | Bauzeit | Objekt-Nr. |
| ------------------------------------- | --------------------------------- | -------------------------------------------------------- | --- | ------- | ---------- |
| Heusenstamm Rembrücken Friedhofskreuz | Friedhofskreuz                    | Rembrücken, Friedhofstraße 19 LageFlur: 1, Flurstück: 75 | Hohes Friedhofskreuz aus Sandstein mit Sandsteinkorpus, auf Postament mit gotisierender Ornamentik und Inschrift stehend. | 1868    | 42014 DDB  |
| weitere Bilder                        | Katholische Kirche Maria Opferung | Rembrücken, Hauptstraße 30 LageFlur: 1, Flurstück: 110   | Kleiner, verputzter, neobarocker Saalbau mit geschwungenem Giebel und verschiefertem Haubendachreiter.                    | 1925    | 42015 DDB  |